# 日本植物病理学会
一般社団法人日本植物病理学会（にほんしょくぶつびょうりがっかい、英: The Phytopathological Society Of Japan (PSJ)）は、日本の学術研究団体の一つ。

## 概要
1916年12月2日設立。学術研究団体としての種別は単独学会である。農学を学術研究領域とし、植物病理学の進歩と普及を図り、学術文化の向上と発展に寄与することを目的としている。
国内においては日本農学会および日本微生物学連盟に、国際学術連合体としてはThe International Association for the Plant Protection Sciences(IAPPS)、The International Society for Plant Pathology(ISPP)、The Asian Association of Societies for Plant Pathology(AASPP)、The International Union of Microbiological Societies(IUMS)に加入している。
国際会議としてはAsian Conference on Plant Pathology 2020 (ACPP 2020)を共催した。

## 沿革
- 1916年 - 日本植物病理学会発足。
- 2020年 - 一般社団法人日本植物病理学会へ移行。

## 刊行物

### Journal of General Plant Pathology
- 誌名（和文）：Journal of General Plant Pathology
- 誌名（欧文）：Journal of General Plant Pathology
- 創刊年：2000
- 資料種別：ジャーナル（査読付き論文を含む）
- 使用言語：英語のみ
- 発行形態：印刷体、eジャーナル
- 著作権帰属先：出版社
- クリエイティブコモンズ：定めていない
- 購読：有料

### 日本植物病理学会報
- 誌名（和文）：日本植物病理学会報
- 誌名（欧文）：Japanese Journal of Phytopathology
- 創刊年：1918
- 資料種別：ジャーナル（査読付き論文を含む）
- 使用言語：日本語（英文抄録あり）
- 発行形態：印刷体、eジャーナル
- 著作権帰属先：学会
- クリエイティブコモンズ：定めていない
- 購読：無料